# Chamaesphecia foeniformis
Chamaesphecia foeniformis is een vlinder uit de familie van de wespvlinders (Sesiidae). De wetenschappelijke naam van de soort is voor het eerst geldig gepubliceerd in 1845 door Herrich-Schäffer.